# Kıralan, Çivril
Kıralan là một thị trấn thuộc huyện Çivril, tỉnh Denizli, Thổ Nhĩ Kỳ. Dân số thời điểm năm 2010 là 4.778 người.